# 肥胖症
肥胖症是指體脂肪累積過多而對健康造成負面影響的身體狀態，可能導致壽命減短及各種健康問題:9。肥胖與遺傳有關，也與生活方式相關；一些人可能因為基因之故而較不容易發胖，但不論是誰，任何人都有可能發胖，但反過來任何人也都有可能減重。
肥胖的標準常使用身體質量指數來衡量，即以體重（公斤）除以身高（公尺）的平方:6 。西方人認為BMI大於30 /m2 即為肥胖，介於25到30 /m2間則為過重；一些东亚国家採用更严格的标准，例如中華民國行政院衛生署（今衛生福利部）於2002年4月公布成人的BMI≧27 即為肥胖，24≦＜27 則為過重。但幼兒並不適合用成人的標準來評量。
肥胖會增加心血管疾病、2型糖尿病、睡眠呼吸中止症、某些癌症、退化性關節炎及其他疾病的發生機會。而造成肥胖的主因常包括熱量攝取過多、欠缺運動及體質問題等，其他如基因缺陷、內分泌異常、藥物影響及精神疾病也可能造成肥胖。有種說法認為「肥胖的人由於代謝慢，因此即使吃得不多也會越來越胖」，但目前的科學證據傾向不支持此種論點。由於維持體重增加所需的能量，肥胖者的能量消耗比正常人多。
肥胖可以由個人選擇結合社會變革共同預防。肥胖的主要治療方式有飲食計畫和運動。患者在日常飲食中必須避免高熱量（高油高糖）食物並增加高纖食物，若良好的飲食控制無法有效減重，則可以考慮搭配抗肥胖藥物來減低食慾和抑制脂肪吸收。如果飲食、運動、甚至搭配藥物都不見效，用來減少胃容積的胃內水球置放術可能會有幫助，以手術來減少胃容積或腸道長度也能直接降低食量並減少營養素的吸收。
肥胖是全世界主要的可預防死因，也是21世紀最重要的公共衛生問題之一。目前成人與兒童的肥胖盛行率都在上升，且女性較男性更常發生。2015年，全球有6億名成人（13%）和4200萬名五歲以下的孩童有肥胖問題。在現代世界的許多地方（尤其是西方國家）受到汙名化，儘管在歷史上的其他時候，肥胖常被視為財富與多產的象徵，並且在世界的某些地區仍然如此。2013年，包括美國醫學會和美國心臟協會等數個醫學會將肥胖定義為一種疾病。

## 定義

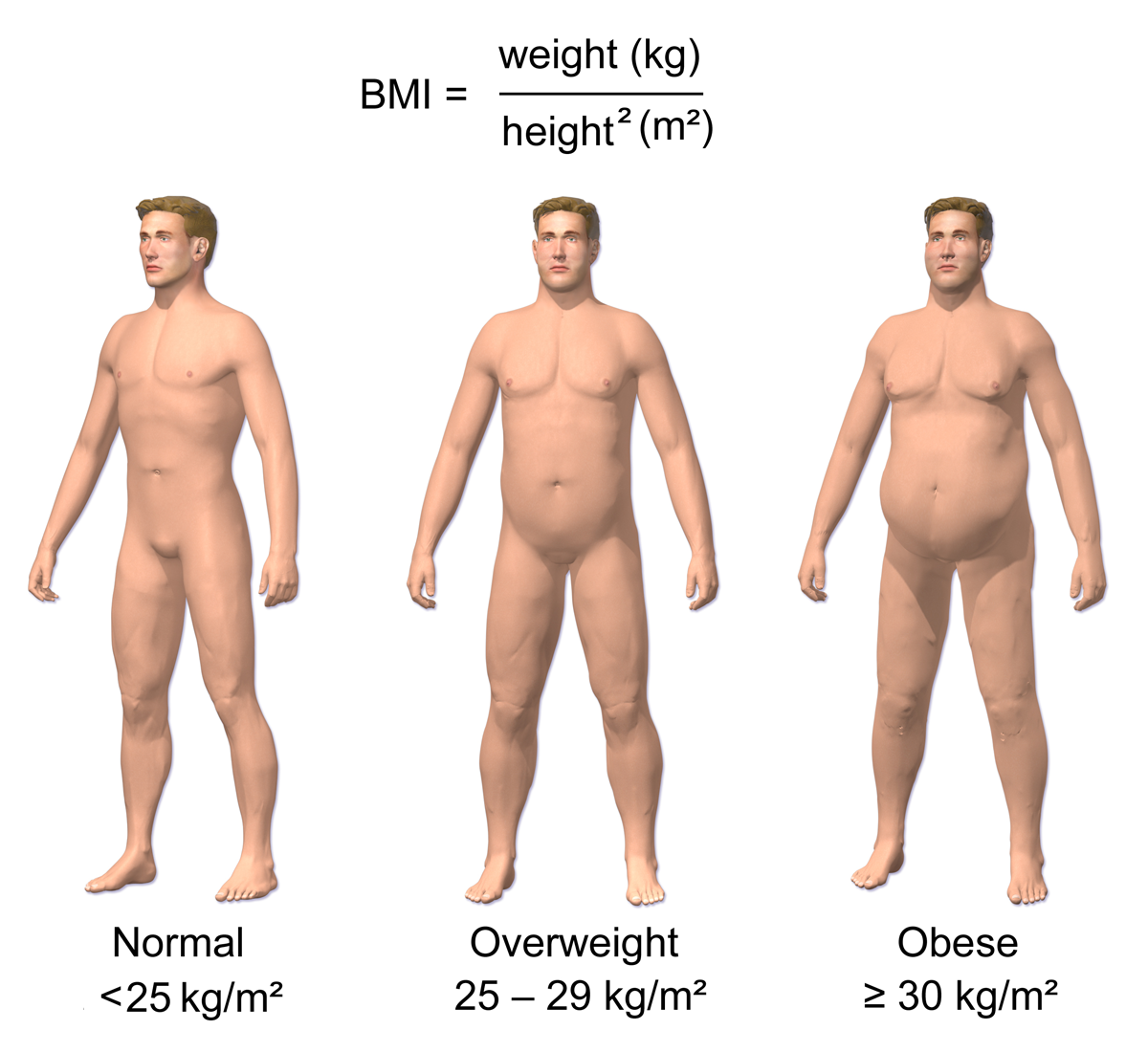
肥胖和BMI的關係：左為正常（BMI小於25），中為過重（BMI介於25至29），右為肥胖（BMI大於30），單位為公斤/平方公尺。

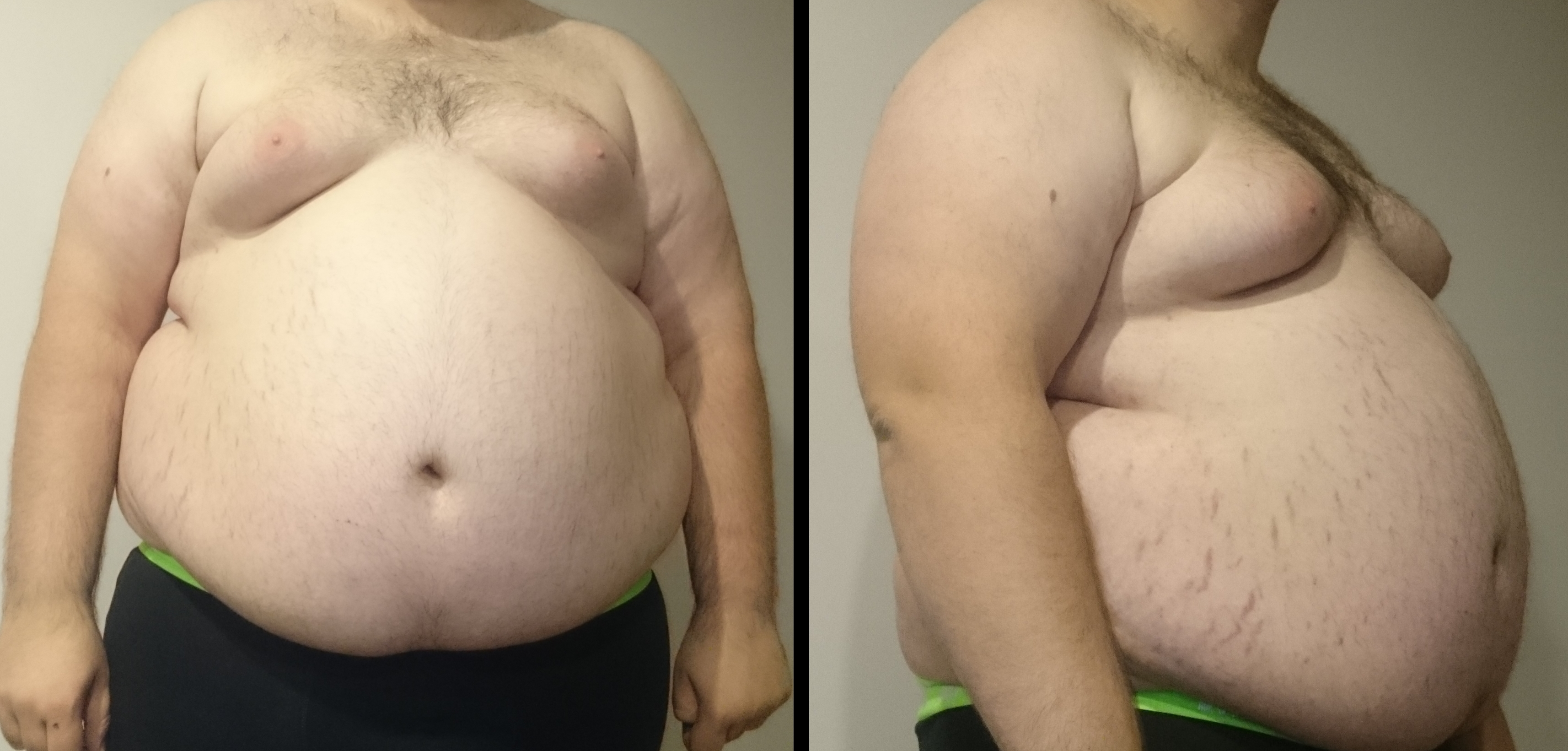
一位嚴重過胖的男性，其BMI為 47 kg/m^{2}：體重 146 公斤，身高 177 公分

肥胖指的是體脂肪過度堆積而對健康造成負面影響的身體狀態:6。肥胖最初的定義以身體質量指數為指標，之後也加入了其他標準，例如評估腰臀比或其他心血管病症風險因子:14。BMI與體脂肪率和體脂肪總量都密切相關。兒童的健康體重因性別與年齡而有不同的標準，此標準需透過與同年齡性別的其他孩子（常模）比較來決定。舉例而言，兒童與青少年的肥胖定義為BMI高於95%的同儕（95百分位以上）。用於決定兒童與青少年肥胖與否的常模資料來自1963年至1994年，因此並沒有反映近年平均體重的上升。

### 身體質量指數
身體質量指數定義為體重（公斤）除以身高的平方（公尺）：
{\displaystyle \mathrm {BMI} ={\frac {mass}{height^{2}}}}
式子中的mass是體重，height是身高。BMI通常以公斤/平方公尺為單位，若以英制單位（磅與吋）計算，則應該再乘以703（公斤/平方公尺）/（磅/平方吋）。
最常用的肥胖標準由世界衛生組織於1997年所制訂，並於2000年發表，詳細標準列於下方表格：
| 分類         | BMI (kg/m2) |
| ------------ | ----------- |
| 過輕         | < 18.5      |
| 正常體重     | 18.5 – 24.9 |
| 過重         | 25.0 – 29.9 |
| 肥胖 (I級)   | 30.0 – 34.9 |
| 肥胖 (II級)  | 35.0 – 39.9 |
| 肥胖 (III級) | ≥ 40.0      |

有些組織則對世界衛生組織的肥胖標準做了一些修正，比方說外科文獻上通常將「II級與III級肥胖」或只將「III級肥胖」打散重分如下，但細分的標準目前還沒有定論。
- BMI ≥ 35或40者為「嚴重肥胖」。
- BMI ≥ 35且患有肥胖相關健康問題者，或是BMI ≥ 40或45者為「病態肥胖」。
- BMI ≥ 45或50者為「極度肥胖」。

由於亞洲人相對於高加索人種而言，在較低的BMI就可能出現健康問題，因此部分國家和地区據此修正國內的肥胖定義。日本將BMI大於25定義為肥胖；中國大陸為大於28；台灣則為大於27。

### 其他判斷肥胖的方式
腰臀比也是一種用來判斷肥胖的標準，根據世衛組織的定義，男性大於 0.9m 或女性大於 0.85m 即屬肥胖。
有研究指出，腰臀比能比BMI更準確地預測心血管疾病風險；且相較於腰圍或BMI，腰臀比和老人（大於75歲）的死亡率關係更為密切。

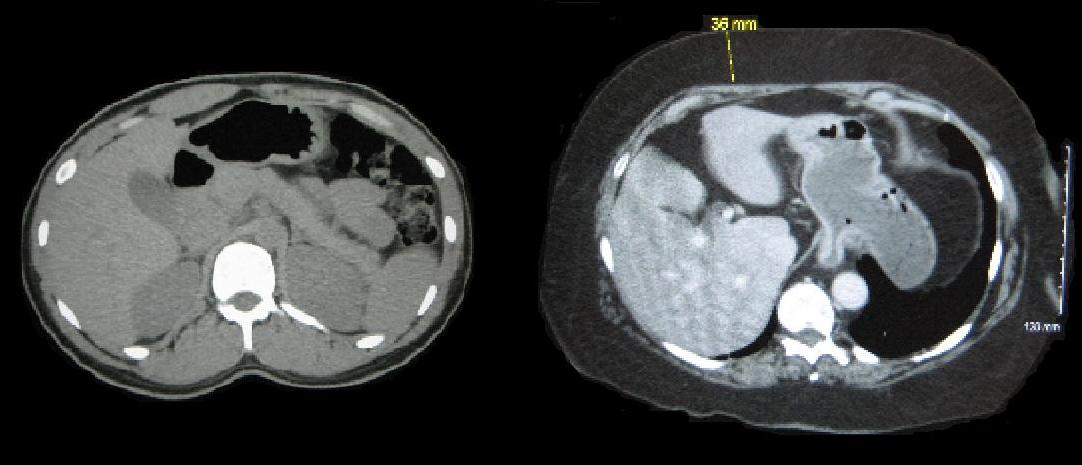
左侧是体重正常人的腹部CT。右侧是一名肥胖症患者的腹部CT，请注意其皮下脂肪厚度为36mm。

體脂肪率則是脂肪含量占总体重的百分比，一般认为男性体脂大於25%或女性大於33%即為肥胖。體脂肪率可通过以下公式用BMI的数值进行计算：
体脂{\displaystyle \%=1.2\times BMI+0.23\times }年龄{\displaystyle -5.4-10.8\times }性别
其中男性性别取值为1，女性取0。该公式考虑到在相等BMI的情形下，男性体脂含量比后者低約10%；且即使體重不變，體脂肪率也會隨著年齡增长。

## 肥胖症發生的時期
人類一生中，有三個發胖的關鍵期，分別為：胎嬰期、少年期、中年期。胎嬰期是在母體內的胎兒與產後的嬰兒時期，母體攝取的熱量過多、或餵食牛乳等，影響胎嬰的脂肪細胞增生較多。少年期主要是生長激素分泌旺盛的長高期，生長激素除了促進骨頭生長也促進脂肪分解以提供能量給肌肉骨骼成長。中年期基礎代謝遞減，活動量較少，且經濟能力較佳而食用高熱量美食，此時腹圍增加、內臟脂肪累積，且易生骨減肌少性肥胖（osteosarcopenic obesity，OSO）。

## 肥胖症对健康的影响
體重過重與許多疾病的發生相關，包括心血管疾病、第2型糖尿病、睡眠呼吸中止症、某些癌症、退化性關節炎、以及氣喘，由於上述疾病的緣故，研究也顯示肥胖者的預期餘命較短。

### 致死性
肥胖症是最常見的可预防性致死因素之一。歐美的大規模研究指出身體質量指數（BMI）介於20到25公斤/平方公尺的非吸菸者以及BMI介於24-27公斤/平方公尺的吸菸者在非吸菸和吸煙者群體中分別有最低的死亡風險，高於或低於這個範圍死亡風險都會上升。亞洲人則在BMI達到22到25公斤/平方公尺時死亡率就開始上升。BMI大於32公斤/平方公尺的女性未來十六年內的死亡率高達常人的兩倍。肥胖每年帶走111,909至365,000條美國人的生命；歐洲有7.7%的死亡（相當於約100萬人）和過重相關。平均而言，肥胖會減少6-7年的餘命，當一個人的BMI達到30-35公斤/平方公尺間時，餘命會減少2-4年，而嚴重肥胖者（BMI大於40公斤/平方公尺）則會減少十年餘命。

### 致病性
肥胖會使許多生理與心理疾病的風險上升，疾病與肥胖的共存關係展現在代謝症候群上，代謝症候群包括第2型糖尿病、高血壓、血中膽固醇過高、血中三酸甘油酯過高等。
肥胖的併發症有可能是直接由肥胖造成，或者是與肥胖有共同的原因：比如不健康的飲食或是少動的生活型態（坐式生活型態）。肥胖與不同疾病的關聯性強弱不一，如第2型糖尿病和肥胖高度相關，64%男性糖尿病患與77%的女性糖尿病患都有體脂肪過度堆積的現象:9。
肥胖對健康的影響可分為兩大類：第一是體脂肪量增加造成的影響（包括退化性關節炎、睡眠呼吸中止症、社交汙名化等）；第二是體內脂肪細胞增加造成的影響（包括第2型糖尿病、癌症、心血管疾病、非酒精性脂肪肝等）。體脂肪的增加會改變人體對胰島素的反應，造成胰島素阻抗；高體脂也會使身體較容易產生發炎反應，並且更容易形成血栓。
| 累及系統           | 病症                                                                                         | 累及系統       | 病症                                                                                   |
| ------------------ | -------------------------------------------------------------------------------------------- | -------------- | -------------------------------------------------------------------------------------- |
| 心臟科             | - 冠心症：心絞痛與心肌梗塞 - 鬱血性心衰竭 - 高血壓 - 血脂異常 - 深部靜脈栓塞及肺栓塞         | 皮膚科         | - 肥胖紋 - 黑棘皮症 - 淋巴水腫 - 蜂窩性組織炎 - 多毛症 - 對磨疹                        |
| 內分泌及生殖醫學科 | - 糖尿病 - 多囊性卵巢症候群 - 月經失調 - 不孕症 - 懷孕中的併發症 - 先天缺陷 - 子宮內胎兒死亡 | 肝膽腸胃科     | - 胃食道逆流 - 脂肪肝 - 膽汁滯留（膽結石）                                             |
| 神經內科           | - 中風 - 麻痛性股痛 - 偏頭痛 - 腕隧道症候群 - 失智症 - 自發性顱內壓上升 - 多發性硬化症       | 腫瘤科         | - 食道癌 - 大腸直腸癌 - 胰臟癌 - 膽囊癌 - 子宮內膜癌 - 腎臟癌 - 肝癌 - 血癌 - 黑色素瘤 |
| 精神科             | - 女性憂鬱症 - 社交汙名化                                                                    | 呼吸相關       | - 睡眠呼吸中止症 - 肥胖換氣不足症候群 - 氣喘 - 全身麻醉風險上升                        |
| 骨科及風溼免疫科   | - 痛風 - 活動性不佳 - 退化性關節炎 - 下背痛                                                  | 泌尿科及腎臟科 | - 勃起困難 - 尿失禁 - 慢性腎衰竭 - 性腺功能低下症 - 陰莖包埋                           |

### 生存矛盾
雖然有大量證據支持一般人的肥胖會對健康造成負面影響，但在部分族群中BMI的上升卻似乎對健康有幫助。這個現象稱為「肥胖生存矛盾」，1999年時，此現象首次在過重與肥胖的血液透析患者身上發現，稍後也在心衰竭與周邊血管疾病的患者身上發現。
對於患有心衰竭的人而言，BMI界於30.0-34.9間的人死亡率比正常體重者來得低，心衰竭患者在病情惡化時伴隨的體重減輕或許能解釋此一現象，其他的心臟疾病也能發現類似的情形。一級肥胖的心臟病患者在未來發生其他心臟問題的機會，並不會比體重正常的心臟病患者來得高；但對於肥胖程度更高的患者來說，未來發生其他心血管問題的機會就會開始上升。即使對接受心血管繞道手術的患者而言，肥胖與過重的患者死亡率相對於一般人也沒有上升。研究指出，肥胖與過重的患者預後較預期良好是由於它們在心臟病發作後會得到較積極的治療，也有研究指出若周邊血管疾病患者同時又患有慢性阻塞性肺病，那肥胖對預後的改善就不復存在。

## 肥胖症的病因
大多数的学者认为过多的能量摄入和坐式生活方式是导致肥胖症的主要原因。少数情况下，食物过量摄入与遗传、生理和心理疾病有关，当然也有部分原因來自文化差异和工業化大量生产。
就個人層面來說，熱量攝取過多與運動不足可以解釋大多數肥胖者的發胖，但仍有一小部分肥胖者是基因、醫療、或精神疾病所造成的。另一方面，社群中整體肥胖率的上升則歸因於食物取得變得容易、食物變得更為可口、以及車輛與機械化生產的普及。
2006年发表的一篇综述总结了10种导致肥胖症发病率和患病率增高的其他原因：
1. 睡眠不足
2. 内分泌干扰物（能影响脂肪酸代谢的環境汙染物）
3. 生活環境的溫度變化率下降
4. 吸菸率下降（吸菸會抑制食慾）
5. 造成體重上升的藥物使用率增加（例如第二代抗精神病藥）
6. 人口組成的改變（平均體重較高的年齡層或種族佔的比例增加）
7. 懷孕年齡的延後（可能造成兒童更容易肥胖）
8. 促使發胖的表徵遺傳因子隨世代累積
9. BMI高的人在自然选择过程中具有一定的优势
10. 选择性配对，相同体重等级的人容易相互认识（這會使肥胖與消瘦的人數都上升，整體的體重變異數也會上升）[94]。

雖然有許多證據支持這些原因在肥胖發生過程中扮演的角色，但目前仍缺乏決定性的證據斷言它們和肥胖症的關聯，而作者也認為這些原因對肥胖的影響可能也小於上段所談的其他因素。

### 饮食

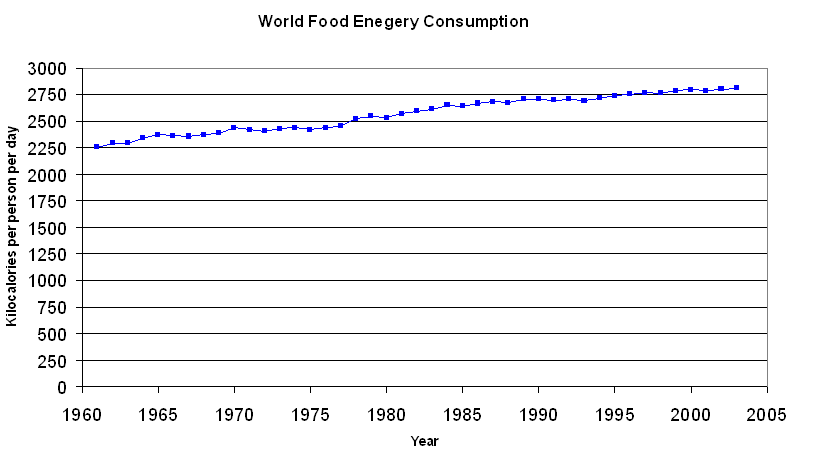
1961年至2002年世界每人平均熱量攝取量，橫軸為年份，縱軸為每人每天消耗的熱量（千卡）。

| 無資料 <1,600 (<6,700) 1,600–1,800 (6,700–7,500) 1,800–2,000 (7,500–8,400) 2,000–2,200 (8,400–9,200) 2,200–2,400 (9,200–10,000) 2,400–2,600 (10,000–10,900) | 2,600–2,800 (10,900–11,700) 2,800–3,000 (11,700–12,600) 3,000–3,200 (12,600–13,400) 3,200–3,400 (13,400–14,200) 3,400–3,600 (14,200–15,100) >3,600 (>15,100) |

不同的區域與國家的人均飲食熱量攝取差別很大，並會隨著時代而有明顯改變。從1970年代早期到1990年代晚期，除了東歐地區外，全球的人均每日熱量攝取（購買的食物量）都在上升。1996年，人均每日熱量供應最高的國家是美國，高達3,654卡路里（15,290千焦耳），到了2003年更來到了3,754卡路里（15,710千焦耳）。1990年代晚期，歐洲人平均每人每日購買3,394卡路里（14,200千焦耳）的食物，而亞洲的開發中國家每人每日的食物購入量有2,648卡路里（11,080千焦耳），而撒哈拉以南非洲則是2,176卡路里（9,100千焦耳）。總熱量的攝取量與肥胖的發生有關。
即使現在的飲食指引相當普及，但飲食過量與飲食內容不健康的問題卻未因此改善。自1971年到2000年，美國的肥胖率從14.5%爬升到30.9%，而平均的熱量攝取也在同期上升。女性的每日熱量攝取從1971年的1,542卡路里（6,450千焦耳）到2004年的1,877卡路里（7,850千焦耳），平均上升了335卡路里（1,400千焦耳）；而男性從1971年的2,450卡路里（10,300千焦耳）到2004年的2,618卡路里（10,950千焦耳），平均增加了168卡路里（700千焦耳）。飲食熱量的上升主要來自於碳水化合物攝取量的上升，而非油脂攝取的上升，多出來的碳水化合物主要來自含糖飲料和馬鈴薯片。現代美國年輕人的飲食中，含糖飲料佔了每日熱量攝取的近四分之一；一般認為碳酸飲料、調味果汁、調味茶、運動及能量飲品等含糖飲料在肥胖率的上升中居功厥偉，並造成代謝症候群與第2型糖尿病的風險上升。
隨著社會變得越來越依賴熱量密度高、份量大的速食餐點，速食與肥胖的關聯性變得越來越令人在意。自1977年至1995間，美國的速食食用量成長了三倍，而來自速食的熱量則成長了四倍之多。
歐美的農業政策與技術使糧食價格下滑。美國基於農業法案對玉米、大豆、小麥、以及米補助，造成加工食品在價格上低於蔬果。近年來國家開始制定熱量標示與食品成份標示的相關法令，希望能使人們選擇較為健康的食物，並提升對自身熱量攝取的關心。
相對於正常體重者，肥胖者傾向於將自己的食量說得較低，以熱量計測量受試者的研究與直接的觀察性研究都支持這個現象的存在。

### 坐式生活型態
坐式生活型態在肥胖症的发病过程中起重要作用:10。肥胖症患者的活动量较体重正常的人少，例如在加拿大，生活方式为坐式的男性27%患有肥胖症，但正常活动量的男性仅有19.6%患有肥胖症。
世界各地都可看到工作體力需求減少的現象，至少有30%的人生活中的運動量不足。這主要是由於在移動時搭乘交通工具的機會增加，且協助在家中省力的新技術也增加。中国有一项研究表明，城市化导致每日能量支出减少300-400kcal，以车代步则使每日能量支出又减少200kcal。。運動量下降的現象在兒童身上也能看到，主因是走路的機會變少，且體育課的量也下降。人們將休閒時間花在運動的比例是否有下降則不那麼明朗。世界衛生組織指出人們在娛樂活動中消耗的體力正在減少，但在芬蘭的研究卻得到相反的結論，至於在美國的研究則發現美國人在娛樂活動中消耗的體力並沒有明顯變化。
不論在兒童或成人，看電視的時間與肥胖的風險都有關聯。一篇評論性文章指出，在針對兒童肥胖的73個研究中，有63個（86%）都發現兒童和媒體的接觸頻率與兒童的肥胖率會同步上升，且上升的程度與看電視的時間成正相關。

### 遗传因素

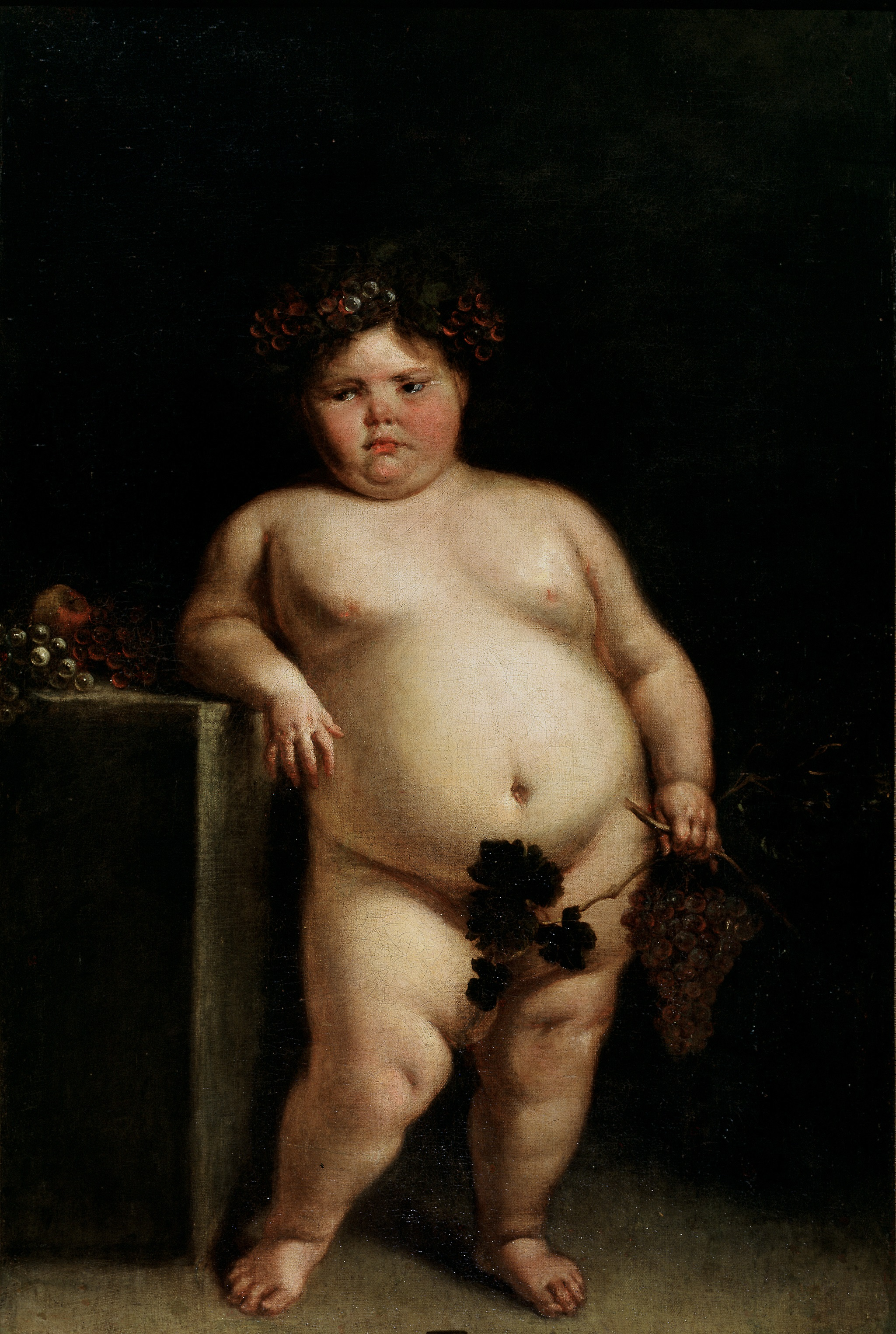
1680年胡安·卡雷尼奧·德米蘭達的女性繪畫，畫中的女性可能患有普瑞德威利症候群

如同許多疾病，肥胖是基因與環境因子互動所產生的結果。控制食慾與代謝的基因決定了人們在食物不虞匱乏時是否會有肥胖症狀。至2006年為止，已認定人類基因體上有超過41個基因在特定情形下會造成肥胖。擁有兩套肥胖基因（脂肪與肥胖關聯基因）的人比常人平均重了3-4公斤，患上肥胖的機率是沒有該等位基因者的1.67倍。因遺傳造成的BMI差異會隨族群而不同，差異可以6%至85%。
肥胖是幾個症候群的主要特徵，比如說普瑞德威利症候群（俗稱小胖威利症候群）、巴德-畢德氏症候群、科恩症候群、以及MOMO症候群；因此有時會用「非症候群相關的肥胖」這個名詞來排除這些疾病造成的肥胖。患有早發性嚴重肥胖的人（其定義為在十歲前就發生肥胖，且BMI較平均高出3個標準差以上）有7%帶有核苷酸的單點突變（SNP）。
具有FTO基因的人若定期進行中等强度体力活动（相当于3-4小时的快步行走）时，罹患肥胖的機率就會下降。有一个研究表明肥胖父母的后代有80%也是肥胖症患者，而体重正常父母的后代只有10%是肥胖症患者。不同的人處在同樣的環境時，也會因為他們的基因差異而有不同的肥胖風險。
节约基因理论假设在相同的环境条件下，某些特定的种族或人群比较容易发生肥胖。他们能充分吸收食物中的能量并以脂肪的形式储存，以适应环境的改变（例如飢荒）及自然选择的压力。，但在食物供應穩定的環境下，這種儲存脂肪的能力卻會變成一種適應障礙。有學者認為就是为什么一些在沙漠中生活的Pima印地安人在西方生活方式下會发生严重肥胖。節儉基因假說受到不少批評，另外也有許多其他基於演化的假說提出（例如基因漂移假說與節儉表型理論。

### 生理和心理疾病的影响
某些生理或心理疾病以及治疗它们的药物會增加患者罹患肥胖症的風險。生理疾病包括上述的罕见遗传病，以及一些先天或後天疾病，比如甲状腺功能低下、库欣综合征、生长激素缺乏症等，另外也包括了进食障碍（如暴食障碍和夜间进食综合征）。即使肥胖與部分的精神疾病相關，但肥胖不被視為精神疾病，因此并未将其列入精神障碍诊断与统计手册。
某些药物可以导致体重增加和体质构成改变，這些藥物包括胰岛素、硫酰脲、噻唑烷二酮類、非典型抗精神病药、抗抑郁药、糖皮质激素、某些抗癫痫药（比如苯妥英钠、丙戊酸钠）、苯噻啶以及某些剂型的激素类避孕药。

### 社會因子

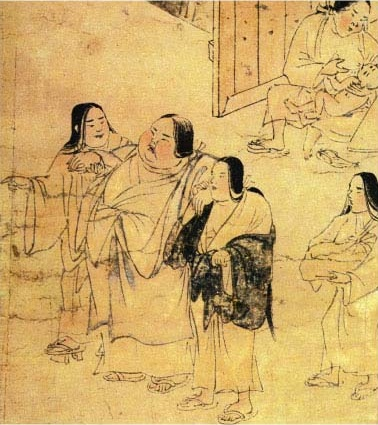
日本十二世紀後期的病草紙，描繪一個肥胖的女財主，當時認為肥胖症是富人的疾病

雖然基因對肥胖的影響很重要，但它無法解釋為何部分國家（甚至全球）的肥胖率正在大幅上升。雖然對個人來說，熱量攝取高於消耗會帶來肥胖；但在社會層面上，造成熱量攝取與消耗消長的真正成因仍在爭論中，並有許多理論試圖找出原因，但多數人相信真正的原因是這許多因素的總和 。
社會階級與BMI的關聯性強弱在世界各地有所不同。1989年的評論性文章指出已開發國家中社會地位較高的女性較不易有肥胖問題，但不同社會地位的男性的肥胖率則沒有顯著差異；在發展中國家，社會地位較高的女性、男性、以及兒童都有較高的肥胖率。該評論文章在2007年更新，發現肥胖與社會地位的關係雖然不變，但關聯性減弱，並認為關連性的減弱是受到全球化的影響。在已開發國家中，收入越不平均的地區，成人肥胖率與青少年過重率越高，這個現象在美國也能觀察到：在收入不平等的州，即使是較高社會地位的人也容易有肥胖問題。
BMI與社會地位的關係有許多解釋。有些人認為在已開發國家中，富人能消費營養較為均衡的食物，且維持纖細體態的社會壓力較大，維持體適能的機會與期待也都比較高；在未開發國家，認為負擔食物開銷的能力、高勞動帶來的高熱量消耗、以及對較胖體態的文化偏好都能解釋肥胖率與社會地位的關連。對體重的態度也在肥胖的發生中佔一定角色，在朋友、兄弟姊妹、以及配偶的身上都能觀察到他們之間的BMI變化有關聯性。精神壓力及社會地位低似乎也會增加肥胖率。
吸菸對個人的體重有明顯影響。男性戒菸者十年內平均會增重4.4公斤（9.7磅），女性戒菸者則會增重5公斤（11.0磅），但整體而言吸菸率的變化對整體的肥胖率並沒有明顯影響。
在美國，生子的數量與肥胖風險也有關。每生一個孩子，女性的肥胖風險就上升7%，男性則會上升4%。這個現象可能是因為在西方國家，家庭撫養的孩子越多，家長的運動量就越少。
在發展中國家，都市化在肥胖率上升的過程中扮演一定的角色。在中國，平均肥胖率只有不到5%，但在某些都市肥胖率卻高達20%以上。早年營養不良和發展中國家的肥胖率上升也有一定的關聯，營養不良時期造成的內分泌變化可能會誘使身體在有食物時傾向堆積脂肪。
流行病學資料指出認知障礙與肥胖風險相關，但究竟是認知障礙造成肥胖，或者是反過來，則尚不明朗。

### 感染性因素
感染性因素如何影響代謝的相關研究才剛起步。目前已經知道正常體重者與肥胖者身上的腸道菌叢組成是不同的，證據顯示腸道菌叢可以影響代謝能力。正常體重者與肥胖者有明顯的代謝能力差異，因此推測從腸道中吸收熱量的能力可能會影響肥胖的發生，但目前還不確定這些差異是否會直接造成肥胖，或者這些其實是肥胖造成的結果。
在人類與其他數種動物身上也能觀察到病毒與肥胖的關聯，但還不清楚這與肥胖率的上升是否有關。

## 病理生理學

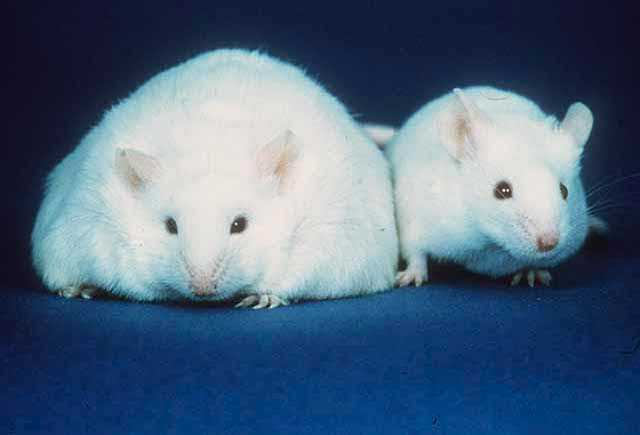
比較二隻老鼠，左側的無法產生瘦素，因此體型明顯和右側的正常老鼠不同

肥胖的發生與維持有許多種可能的病理生理機轉，但這個研究領域一直乏人問津，在1994年時，弗萊德曼的研究團隊才發現瘦素基因。弗萊德曼的研究團隊認為瘦素是影響飽足感的因子。實驗中發現胖胖鼠（一種意外發現，具有過度食慾並且極端肥胖的實驗用小鼠）帶有突變瘦素基因，因此展現肥胖的表現型，這個結果開啟以瘦素來治療人類肥胖的可能性，但不久後卡羅的研究團隊就發現無法在肥胖的人身上找到任何瘦素基因的突變；另一方面，在肥胖者身上的瘦素基因表現量上升，反而指出了肥胖者身上可能有瘦素抵抗現象。在發現瘦素後，研究者陸續發現許多其他影響食慾、進食、脂肪儲存、胰島素抗性的激素，舉例來說飢餓素、胰島素、食慾素、雙酪胺酸肽3-36、膽囊收縮素、脂聯素等因子都是學者研究的對象。脂激素是由脂肪組織釋放出的訊息因子，它們的作用會影響許多肥胖相關的疾病。
一般認為瘦素與飢餓素在食慾的影響上扮演互補的角色。饑餓素由胃製造，負責調節短期的食慾變化，比方說在胃排空時進食並在胃裝滿時停止；而瘦素則是由脂肪組織製造，反映人體脂肪儲藏的總量，並調節長期食慾變化，比如說在脂肪儲藏量低時增加食量，並在儲藏量高時減少食量。雖然使用瘦素對一小部分瘦素缺乏的肥胖者有效，但目前認為絕大多數的肥胖者都有瘦素抗性，在他們的身體中也都已經有高濃度的瘦素。瘦素抗性可以解釋為何使用瘦素無法有效減少多數肥胖者的食量。

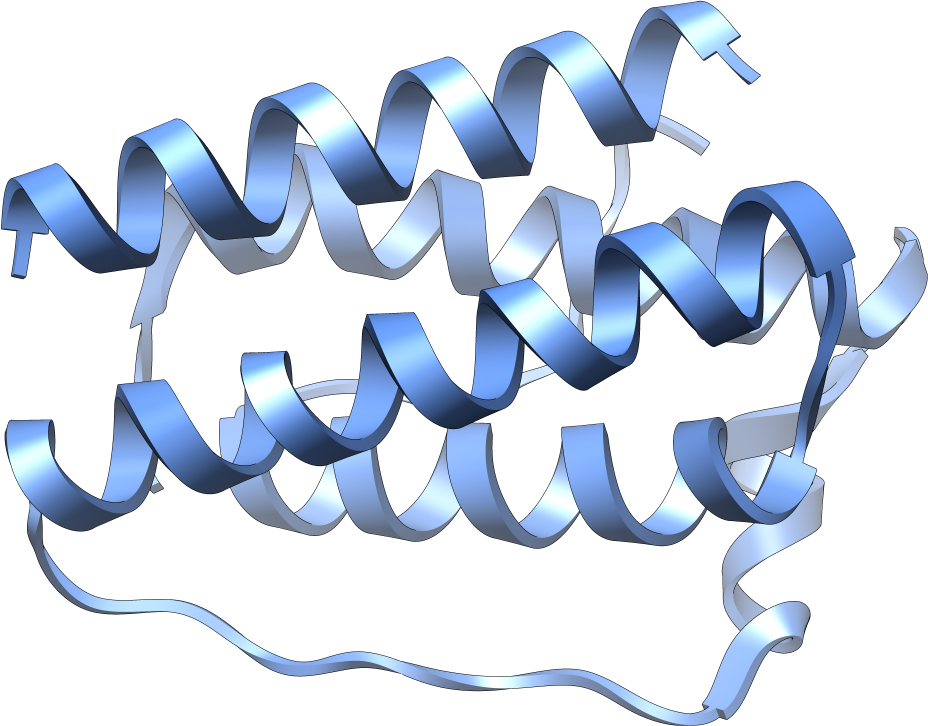
瘦素的分子模型

瘦素與飢餓素雖然由周邊組織製造和分泌，它們仍然要透過影響中樞神經系統才可以發揮調節食慾的功能。更精確的說，它們以及其他食慾相關激素會作用在下視丘，這是腦中負責管理進食與能量消耗的中心。下視丘中有幾個迴路在調節食慾中扮演重要角色。黑皮質素路徑是目前了解最透徹的食慾訊息傳遞分子，它從下視丘的弓狀核分泌至下視丘外核（LH）與下視丘腹中核（VMH），這兩個核分別是腦中的進食中樞與飽足中樞。
弓狀核內含有兩群神經元：第一群同時表現神經肽Y（NPY）與刺豚鼠關聯肽（AgRP），它們會刺激下視丘外核並抑制下視丘腹中核；第二群則表現鴉片黑皮質素原（POMC）與古柯鹼-安非他命關聯轉錄因子（CART），並會刺激下視丘腹中核及抑制下視丘外核。因此表現NPY / AgRP的神經元會促進進食並抑制飽足感；而表現POMC / CART的神經元則相反地會抑制進食並激發飽足感。在弓狀核中的兩組神經元都受瘦素調控：瘦素會抑制表現NPY / AgRP的神經元並刺激表現POMC / CART的神經元。因此如果瘦素相關的訊息傳導不足（可能由於瘦素不足或是瘦素抵抗），就會造成食慾提升而過度進食，這也能解釋某些基因疾病與後天狀況造成的肥胖。

## 公共衛生議題
世界衛生組織（WHO）預測過重與肥胖將在近期超過傳染病、營養不良等以往造成健康狀況不佳的主因，成為健康狀況不佳的最重要原因。肥胖問題在公共衛生與公共政策上的重要性來自於它的盛行率、造成的成本、以及對健康的影響。美國預防服務工作小組建議對所有成年人進行肥胖篩檢，並對肥胖者進行行為介入與追蹤。公共衛生手段試圖理解並修正造成肥胖人口上升的環境因素，並提出方案以改正造成食物熱量攝取過高與運動量不足的問題。美國目前採行的方案包括聯邦出資的校園飲食計畫、限制直接向孩童行銷垃圾食物以及減少校園內的含糖飲料，另外在都市設計上也增加公園的可近性並增加人行道路。。世衛組織建議各國徵收含糖飲料稅，以減少攝取游離糖。
許多國家或組織針對肥胖問題發表報告。1998年時美國發表第一篇聯邦肥胖治療指引《成人過重與肥胖之診斷、評估與治療臨床指引：證據報告》；加拿大肥胖網路於2006年發表《加拿大成人與兒童肥胖預防暨治療臨床指引》，這是一份完整的實證醫學臨床指引，內容包括成人及兒童過重與肥胖的治療與預防。
英國皇家內科醫學院、公共衛生學院與皇家兒科暨兒童健康學院於2004年發表《堆積如山的問題》（Storing up Problems）強調英國日漸嚴重的肥胖問題。同年，英國下議院健康遴選委員會發表了一篇針對「肥胖問題對英國健康與社會的衝擊」的報告，並號稱是該議題中「史上最完整的調查報告」，內文也包括了可能的解決手段。英國國家健康與照顧卓越研究院在2006年發表了肥胖診斷與治療的臨床指引，以及針對非醫療組織（比方說地方政府）的策略指引。國王基金會的德里克·萬利斯爵士於2007年發表報告，警告若不採取對策，肥胖問題將拖垮英國國民保健署。
目前的主流觀點認為，對抗肥胖症需有一套完整的對策。因此，肥胖政策與行動框架（Obesity Policy Action (OPA) framework）將對策區分為：上游、中游、與下游策略。上游策略主要試圖改變社會；中游策略則試圖改變個人行為以預防肥胖；下游策略則是治療已經肥胖的人口。

## 治疗方法
肥胖症的治療方式包括行為學療法、藥物治療和手術。行為學療法是最主要的治疗方式，也就是透過改變飲食習慣、飲食結構以及運動來達到減肥的目的。合理的饮食控制能在短期内使体重明显下降，但要維持減重的成果經常相當困難，常需要搭配運動以及配合低热量饮食的生活方式。各種低碳水化合物與低脂飲食對健康的幫助似乎沒有差別。在心臟疾病與糖尿病的風險控制上，這些飲食策略也表現地不相上下。長期的減重成功率與生活形態改變率並不高，約為2-20%。一般只有20%的人能长期保持体重不反弹。更进一步的调查发现，67%减重超过体重10%的患者，能在此后一年内维持该体重或者保持继续减重的趋势。体重平均减少大于3kg或者减重大于总体重3%的患者能在5年内保持这一水平。
减肥的好处显而易见，在一项前瞻性调查研究中，主动减肥，不论其体重下降的程度，都能使任何原因所导致的死亡率减少20%。若要控制懷孕期間的體重增加與改善母嬰健康，透過飲食與生活形態的調整是有效的。若心臟病患者有肥胖以及其他疾病風險因子，會建議接受密集的行為諮詢。

### 饮食控制
控制饮食的方法一般分为如下四类：低脂饮食，低碳水化合物饮食，低热量饮食以及极低热量饮食。一份針對六份隨機控制試驗所做出的後設分析發現主要的節食方法（低熱量、低碳水化合物及低脂）在減肥效果上沒有任何差異，都能順利減少二至四公斤。
- 低脂饮食：主要是减少食物中脂肪的含量，但不减少摄入食物的总量。该方法是美国国家胆固醇教育计划（英语：National Cholesterol Education Program）中的第1步和第2步。16个试验（持续时间2-12个月不等）的 後設分析结果显示，低脂饮食能使体重减少3.2公斤。[171]
- 低碳水化合物饮食：指增加食物中脂肪或脂肪和蛋白质的比例，比如Atkins减肥法和高蛋白质饮食法（英语：High-protein diet）。这种方法非常流行，但腎功能略差就不適用（許多人腎功能稍差，但他們沒有任何症狀），且此方法也不为美国心脏协会所推荐。据研究，该方法造成体重下降的原理是使饱足感增加，导致能量摄入减少[183]。
- 低升糖指數、低升糖負荷飲食：此方法的理論基礎在於血液中胰島素過高與波動會造成食量上升與脂肪堆積，因此認為減少糖分攝取能避免肥胖症發生[184]。
- 低热量饮食：指每天只摄入800-1500kcal热量，形成能量负平衡，每周可使体重下降0.5公斤。美國衛生研究院（英语：The National Institutes of Health）回顾分析了34个随机对照试验，发现该方法能在3-12个月内减少8%的体重。[171]
- 极低热量饮食：指每日只摄入400-800kcal热量，严格限制蛋白质、脂肪和碳水化合物的摄入，使個體处于长期饥饿状态，每周能使体重下降1.5-2.5公斤。但是會引起瘦素减少、痛风风险增加、和电解质平衡紊乱等不良反应，因此不受广泛推荐。尝试该方法的患者需要在医生的指导下进行，并严格预防并发症的发生。[171]

### 藥物治療
市面已有三種減肥藥已有證據可以長期使用，分別是奧利司他（羅氏鮮）、洛卡色林（Belviq）以及芬他命與托吡酯複方（Qsymia）。奧利司他能少量減輕體重，平均約為在一到四年間減少2.9公斤，但有相當高的機會產生腸胃副作用，它對腎臟的影響也受到質疑。另外兩種藥物則只在美國上市。洛卡色林平均能在一年內比安慰劑多減少3.1公斤的體重（3%體重），但可能會引發心臟瓣膜的問題。芬他命與托吡酯同時使用也具有某種程度的減重效果，但使用這兩種藥物同樣與心臟問題有關聯。現下還沒有資料能闡明這些減重藥物對肥胖的長期併發症（比方說心血管疾病與死亡）的影響。

### 減肥手術
對肥胖最有效的治療是減肥手術。嚴重肥胖者接受手術後能夠長期減輕體重、改善肥胖相關問題、並降低死亡率。一項研究指出手術能在十年間減輕患者14%-25%的體重（視手術方法而定），且相對於一般減重方法，還能減低29%的死亡率。不過手術併發症的發生率為17%，並且有7%的病人需要接受第二次手術。因為手術的花費與風險，研究者們正在尋找侵入性較低卻同樣有效的治療方法，比如說在胃中置入佔空間的物體（氣球）來減少胃容量。

## 流行病學
| <5% 5–10% 10–15% | 15–20% 20–25% 25–30% | 30–35% 35–40% 40–45% | 45–50% 50–55% >55% |

在近代以前雖然就已經認為肥胖會造成健康問題，但肥胖並不常見，只發生在少數的菁英階級身上。隨著物質生活日益富足，肥胖影響的人數也逐漸增多。1997年世界衛生組織將肥胖視為全球性的流行病。到了2008年，世界衛生組織估計至少有五億的成人（大於10%）有肥胖問題，而女性的肥胖問題又比男性嚴重。在五十至六十歲前，肥胖率都會隨著年齡上升:5。而美國、澳洲及加拿大的嚴重肥胖比率甚至上升得比整體肥胖率還快。
以往認為肥胖只是已開發國家的文明病，但事實上，開發中國家和已開發國家的肥胖比率都在上升，城市地區的上升比例更為顯著。除了撒哈拉以南非洲、部份赤貧國家和東亞的日本與韓國之外，肥胖在世界各地都已是常見疾病。

## 歷史

### 英文字源
肥胖的英文「obesity」來自拉丁語的，指的是體型大、肥、或渾圓。「Esus」則是「edere」（進食）的過去分詞，並加上前綴修飾字「ob-」（過度地）。據牛津辭典記載，蘭德爾·科特格雷夫（Randle Cotgrave）在1611年首次使用肥胖這個單詞。

### 歷史上對肥胖的態度

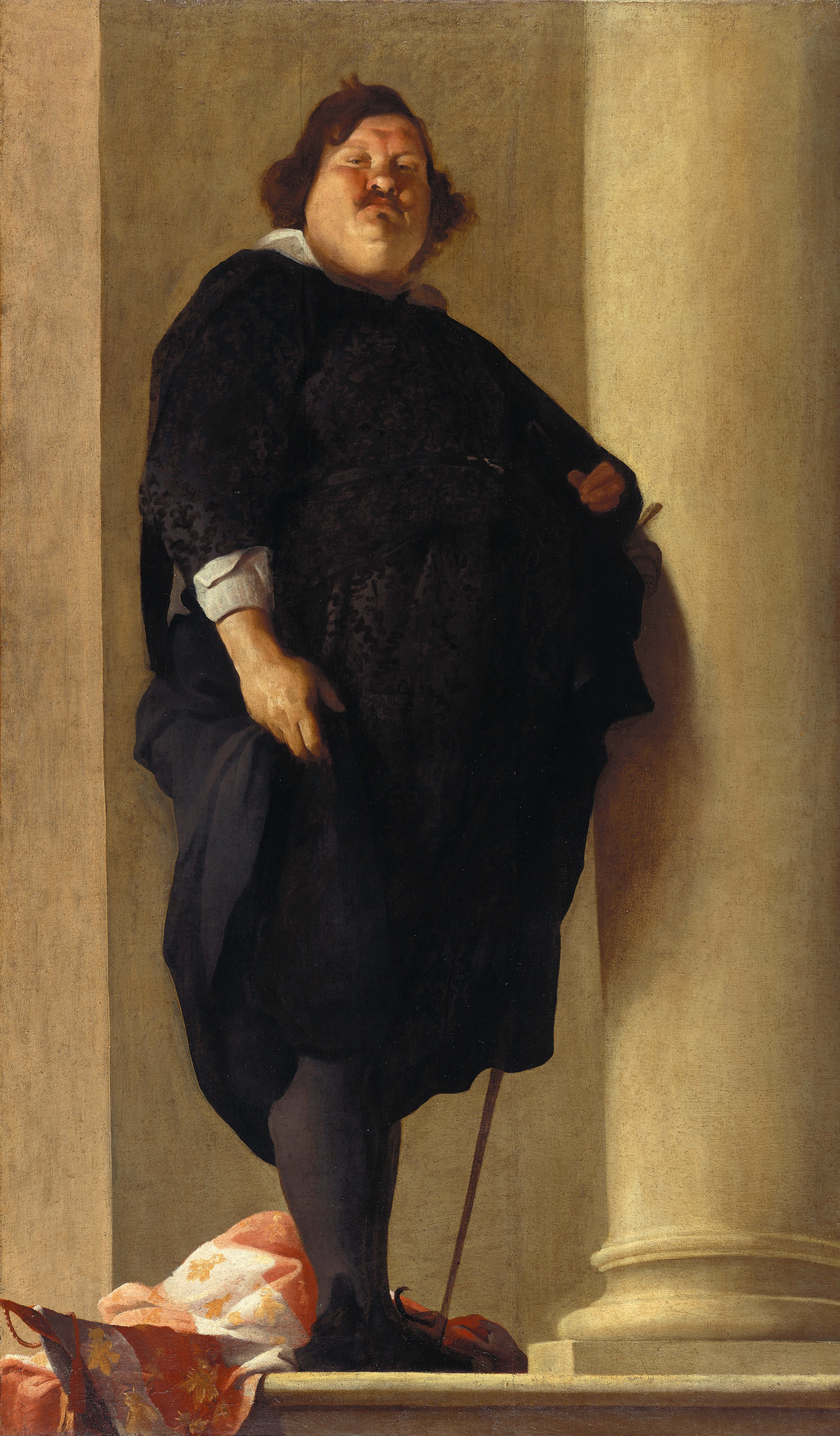
在中世紀及文藝復興時肥胖是富有的象徵，在上流社會中比較常見，1645年的繪畫

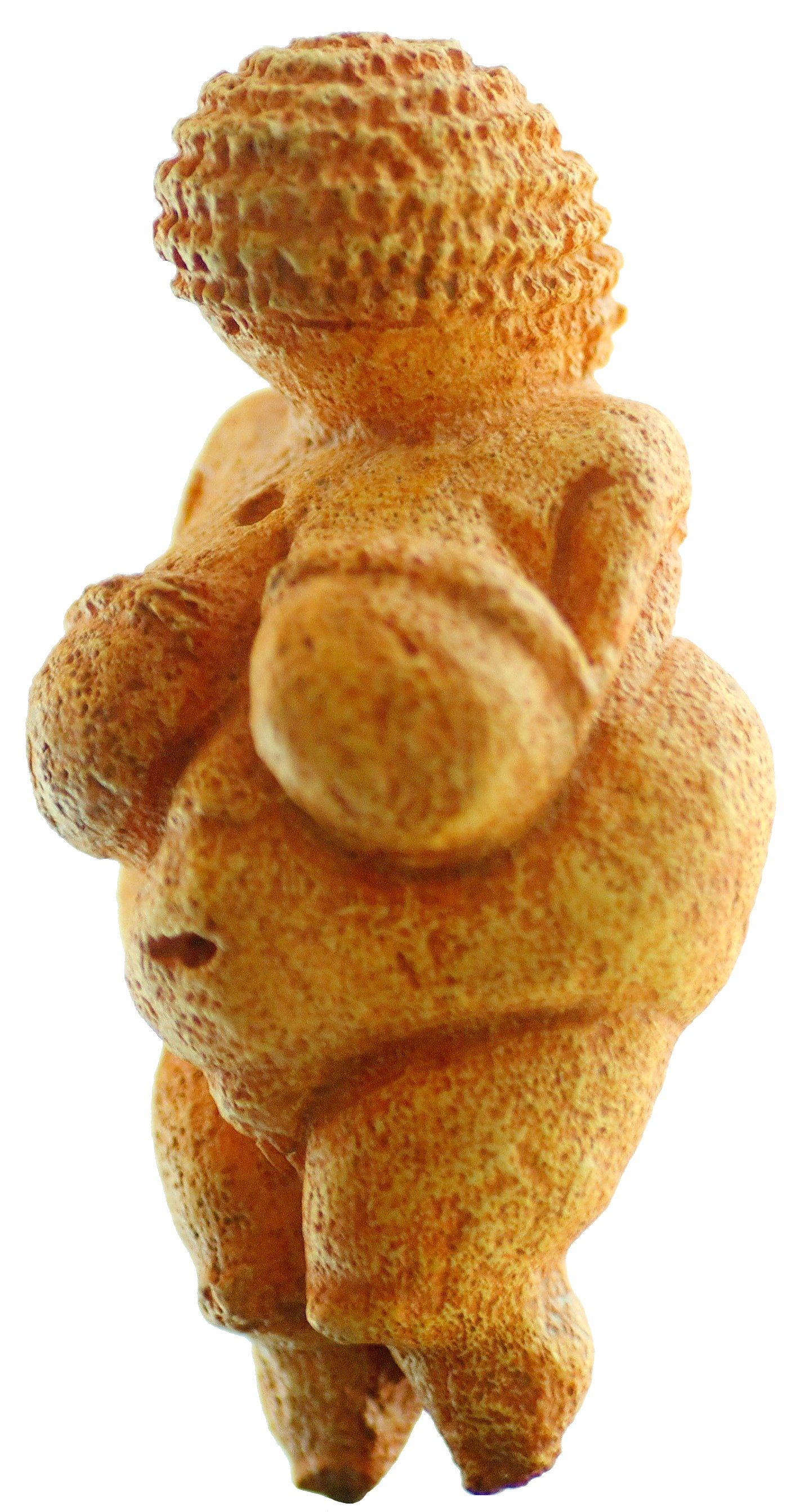
22000至24000年前的维伦多尔夫的维纳斯雕刻

古希臘醫學和古埃及的文獻都將肥胖視為一種疾病。希波克拉底這麼寫道：「肥胖本身不是一種病，但它是其他疾病的前兆。」公元前六世紀的印度外科醫師蘇許魯塔認為肥胖與糖尿病與心血管疾病有關，並建議以運動來治療肥胖以及過重體位。
古印度的波斯匿王曾因為發胖而苦，要求釋迦牟尼教他減肥的方法。釋迦牟尼要他節食、節制睡眠、多運動、多思考，保持謙遜的態度。波斯匿王不久就減肥成功。
在歷史長河中，人類大部分的時間都在食物缺乏中求生存，因此視肥胖為財富與繁榮的象徵。在中世紀與文藝復興時代的歐洲高官身上以及古代東亞文明的權貴身上都經常可以見到肥胖的情形:49。隨著工業革命的發生，人們開始認為國家的軍事經濟力量立基於軍人與工人的體態與力量，人們的平均身體質量指數（BMI）開始從今日視為體重過輕的程度提升至正常範圍。從十九世紀開始，已開發國家人民的平均身高與體重就已經開始上升；到了二十世紀，身高已經達到基因潛力的上限，於是體重的成長就超過身高而開始產生肥胖。1950年代，已開發國家的兒童死亡率因財富的累積而下降，但心臟疾病與腎臟疾病的發生率則隨著體重一起上升。在此同時，保險業發覺了體重與預期壽命間的關聯性，於是調漲肥胖者的保費。
歷史上的許多文化都認為肥胖源自於人格上的瑕疵。在希臘喜劇中，肥胖的角色通常是貪吃的人，也是嘲弄的對象。基督教信仰中認為食物會讓人犯下七宗罪的怠惰與色慾兩項原罪。在當代西方文化中，肥胖經常視為不受歡迎的同義詞，也與許多負面刻板印象相關。不論年齡，肥胖的人都可能面對社交上的汙名化，並可能遭受霸凌或同儕排擠，肥胖於是成為歧視的原因。
西方社會並不認為「健康體重」與「理想體重」是同一件事，而且對這兩件事的認識在二十世紀中開始發生變化。「理想體重」的標準自1920年代開始下降：自1922年至1999年間，美國小姐的身高上升了2%，但體重卻下降了12%；但在此同時，人們對「健康體重」的標準則反其道而行：2007年的英國人對於過重的標準，相對於1999年時寬鬆得多。這些變化被認為是因為人們的體脂不斷上升，因此人們開始認為過剩的體脂是一種正常的表現。
在非洲許多地區，仍視肥胖為富裕與健康的象徵，尤其在HIV疫情發生後，這樣的看法變得越來越常見。

### 藝術
最早的人體雕塑創作於二萬到三萬五千年前，主要都是描繪肥胖的女體。有些人認為維納斯塑像的表現方式象徵的是多產，但也有些人認為這單純是表現創作年代的人們的肥胖程度。在希臘與羅馬的藝術創作中，幾乎見不到肥胖的人物，這或許與他們文化對於適中的追求有關，而希臘羅馬傳統也由多數的基督教歐洲文化所繼承，在他們的創作中，只有低社經地位的角色才會是肥胖的。
自文藝復興時代開始，部分上層階級開始炫耀自己的體胖，在英王亨利八世與亞歷山卓·達·布羅的畫像中就能看到這樣的趨勢。知名畫家魯本斯經常描繪魯本斯式的女性全身像，雖然表現上也強調多產，但在他畫中的女性仍然維持沙漏狀的身形。到了十九世紀，整個西方世界對於肥胖的看法開始改變，在肥胖作為財富與地位的象徵許多世紀以後，纖瘦取而代之成為新的追求目標。

## 社會文化

### 經濟衝擊
肥胖不僅對健康產生影響，也帶來許多其他面向的問題，比方說就業困難。有研究指出，肥胖程度會與個人的薪資高低呈現負相關。肥胖的影響廣及社會中的各個層面，下至個人、公司行號，上達政府。2005年美國醫療支出中有20.6%與肥胖相關，估計為1902億美元；加拿大在1997年時，肥胖佔據了2.4%的醫療支出，達到20億加幣；澳洲2005年有關肥胖的醫療支出高達210億澳幣，過重與肥胖的澳洲人從政府領取了356億澳幣的各式補助。在美國，每年花在食物上的開銷估計則有四百到一千億美元。
目前已有預防肥胖的方案，希望可以降低和肥胖有關疾病的醫療成本。不過人若活的越久，其醫療的費用本來就會提高。因此研究者的結論是減少肥胖有助於提昇公眾的健康，但不太可能減少整體的醫療費用。

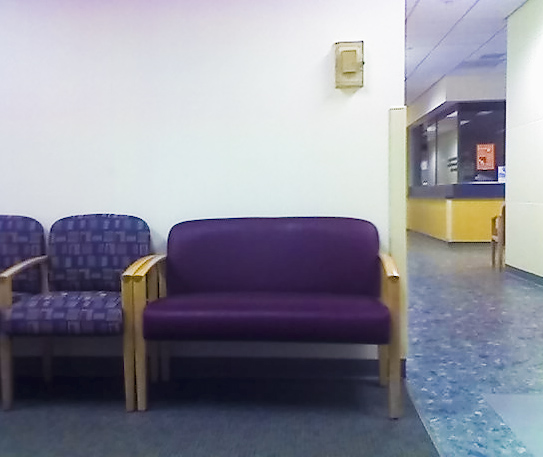
有些設備或服務需要適應肥胖者的需要，例如圖中特別寬的椅子

肥胖可能帶來社交上的汙名化與就業困難。比起一般體重的人，肥胖的員工較常缺席與請病假，因此對於雇主來說會造成人事成本上升與生產力下降。對於杜克大學雇員進行的研究顯示，身體質量指數（BMI）超過40公斤/平方公尺的雇員申請勞工災害補償保險的頻率是常人（BMI介於18.5至24.9公斤/平方公尺）的兩倍，無法工作的日數則比常人多了十二倍。對於BMI大於40的人而言，最常見到的傷害發生在下肢、掌腕、背部，這些傷害通常源自跌倒與攀爬。阿拉巴馬州雇員保險委員會通過一項爭議性的方案，當中規定過重的雇員若不接受減重方案以改善健康，每月就需多付25美元的健康保險費，這個方案在2010年一月開始施行，主要針對BMI超過35公斤/平方公尺且在一年後仍無法改善自身健康狀況的雇員。
部分研究顯示肥胖的人在就職與升遷都比常人困難，即使在同樣工作內容的職位上，肥胖的人的薪資也相對較低（肥胖的女性的薪資較平均低6%；肥胖的男性則低3%）。
肥胖對部分行業（包括航空、醫療、以及飲食）會產生其他附加影響。舉例來說，因為肥胖率的上升，航空公司必須付出更高的燃料費，並面臨加大座位的壓力。光是在2000年，肥胖旅客就讓航空公司多花了2.75億美元。醫療業必須為了肥胖的患者準備特別的設備，比方說升降梯或者是大型救護車。餐飲業則面臨他們提供的飲食造成肥胖的訴訟，進而將訴訟成本轉嫁到價格上。2005年美國國會研議立法禁止人民向餐飲業因「造成肥胖」提出訴訟，但並沒有通過。
美國醫學會在2013年將肥胖列入慢性病，希望藉此鼓勵健康保險業者將更多針對肥胖的治療、諮詢、及手術列入給付，如果保險業者願意投資，減肥藥物或基因療法的發展成本門檻也會降低。但由於美國醫學會的分類方式並沒有法律上的強制力，保險業者仍然有拒絕給付肥胖治療與處置的權利。
2014年，歐洲法院認定病態肥胖為殘障，指出若雇員的肥胖狀況使其無法「和其他雇員以平等的立足點，有效且全職的參與工作」，這樣的肥胖就應該視為殘障，而因為肥胖解雇員工也將視同歧視行為。

### 體型與認同

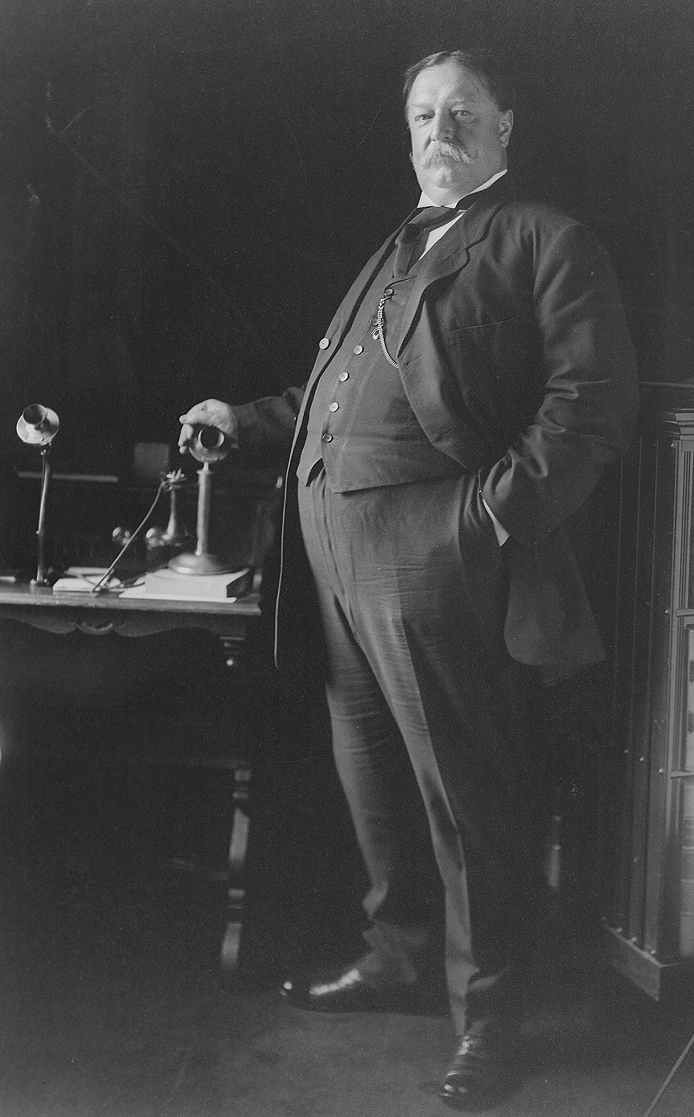
美國總統威廉·霍华德·塔夫脱常因為過胖而受到諷刺

肥胖認同運動主要的目的是減少對過重與肥胖者的歧視，有些認同運動者甚至試圖主張肥胖與身體健康並沒有負相關性。主張認同肥胖的團體在二十世紀後半開始增加，國家肥胖認同推廣協會成立於1969年，主要的活動範圍在美國，定位為倡議消除體型歧視的人權團體。國際體型認同協會則是創立於1997年的非政府組織，它的宗旨是推動體型認同並消除體重歧視，活動範圍廣及全球。這些倡議團體主張肥胖應列入美國殘障者法案，但立法當局則認為肥胖帶來的公共衛生成本超過將肥胖列入這部反歧視法案帶來的好處。

## 兒童肥胖
對兒童來說，健康的身體質量指數（BMI）範圍會因年齡和性別而有所不同。兒童與青少年的肥胖標準是BMI超過95百分位，然而該參考常模來自於1963年至1994年間的研究資料，因此並未計入近年來肥胖率的上升。兒童的肥胖在二十一世紀已經成為一種流行病，不論是在發展中國家或是已開發國家，兒童肥胖率都不斷上升。在加拿大，兒童肥胖率自1980年代的11%爬升到1990年代的30%，在此同期，巴西的兒童肥胖率則自4%上升到14%。
如同成人的肥胖，兒童肥胖也受許多不同的因素影響。飲食習慣改變與運動量下降被認為是近年來兒童肥胖率上升的主要推手。由於兒童肥胖常持續到成人，並與許多慢性病息息相關，肥胖兒童經常需要篩檢是否患有高血壓、糖尿病、高血脂、以及脂肪肝。兒童肥胖的治療主要是改變生活型態以及行為治療，但嘗試增加兒童的運動量的效果並不明顯。目前美國食品藥物管理署並未核准任何藥物用於兒童肥胖。

## 其他動物
在許多國家，寵物肥胖是常見的問題。在美國，有23到41%的狗過重，當中有5.1%達到肥胖的程度；貓的肥胖率則稍高一些（6.4%）。在澳洲，獸醫統計的犬隻肥胖率為7.6%。犬隻肥胖的風險與飼主是否肥胖相關，但貓隻的風險則與飼主肥胖與否無關。

## 延伸閱讀
- Bhargava, Alok; Guthrie, Joanne F. . British Journal of Nutrition. 2002-12, 88 (6): 719–728. ISSN 0007-1145. PMID 12493094. doi:10.1079/BJN2002739 （英语）.
- Bhargava, Alok. . The Journal of Nutrition. 2006-08, 136 (8): 2249–2254  [2021-11-13]. ISSN 0022-3166. PMID 16857849. doi:10.1093/jn/136.8.2249. （原始内容存档于2021-11-13）.
- Jebb S. and Wells J. Measuring body composition in adults and children In:Peter G. Kopelman, Ian D. Caterson, Michael J. Stock, William H. Dietz. . Blackwell Publishing. 2005: 12–28. ISBN 1-4051-1672-2.
- Kopelman P., Caterson I. An overview of obesity management In:Peter G. Kopelman, Ian D. Caterson, Michael J. Stock, William H. Dietz. . Blackwell Publishing. 2005: 319–326. ISBN 1-4051-1672-2.
- National Heart, Lung, and Blood Institute (NHLBI).  (PDF). International Medical Publishing, Inc. 1998  [2016-01-15]. ISBN 1-58808-002-1. （原始内容存档 (PDF)于2011-11-08）.
- (PDF). National Institute for Health and Clinical Excellence (NICE). National Health Services (NHS). 2006  [2009-04-08]. （原始内容存档 (PDF)于2009-04-13）.
- Puhl R., Henderson K., and Brownell K. Social consequences of obesity In:Peter G. Kopelman, Ian D. Caterson, Michael J. Stock, William H. Dietz. . Blackwell Publishing. 2005: 29–45. ISBN 1-4051-1672-2.
- Seidell JC. Epidemiology — definition and classification of obesity In:Peter G. Kopelman, Ian D. Caterson, Michael J. Stock, William H. Dietz. . Blackwell Publishing. 2005: 3–11. ISBN 1-4051-1672-2.